# Eagles/Auszeichnungen für Musikverkäufe

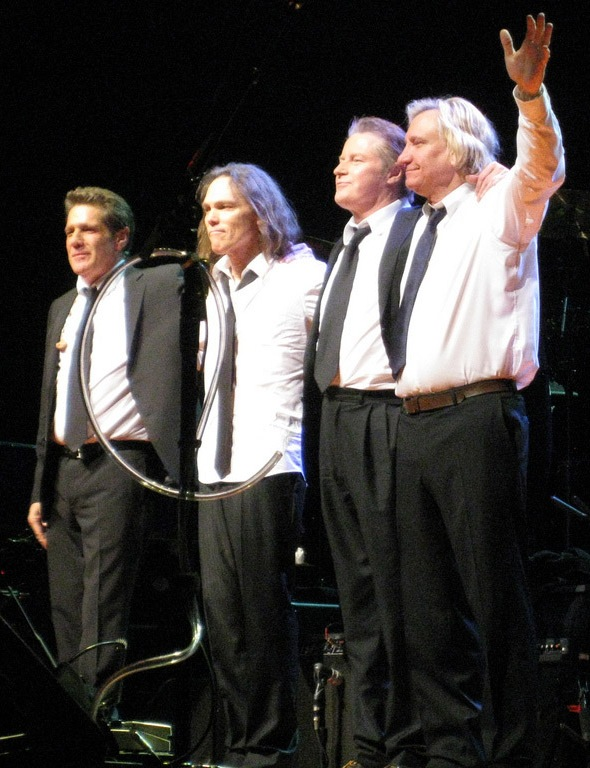
Eagles (2008)

Dies ist eine Übersicht über die Auszeichnungen für Musikverkäufe der US-amerikanischen Country-Rock-Band Eagles. Die Auszeichnungen finden sich nach ihrer Art (Gold, Platin usw.), nach Staaten getrennt in chronologischer Reihenfolge, geordnet sowie nach den Tonträgern selbst, ebenfalls in chronologischer Reihenfolge, getrennt nach Medium (Alben, Singles usw.), wieder.

## Auszeichnungen
| - Frankreich - 1977: für die Single Hotel California - Portugal - 2005: für das Videoalbum Hell Freezes Over - Vereinigtes Königreich - 1978: für das Album Eagles - 1978: für das Album On the Border - 2017: für das Album Desperado - 2020: für die Single Desperado - 2021: für die Single Life in the Fast Lane - 2022: für die Single One of These Nights - 2023: für die Single Take It to the Limit - 2023: für die Single Peaceful Easy Feeling - 2023: für die Single Please Come Home for Christmas - 2024: für die Single New Kid in Town - 2024: für die Single Tequila Sunrise - Belgien - 2007: für das Album Long Road Out of Eden - Dänemark - 2021: für das Album Hotel California - Deutschland - 1999: für das Album The Very Best of the Eagles - 2008: für das Album Long Road Out of Eden - 2023: für das Album Hell Freezes Over - Finnland - 1976: für das Album Hotel California - 1994: für das Album The Very Best of the Eagles - 2007: für das Album Long Road Out of Eden - Frankreich - 1981: für das Album Eagles Live - 1995: für das Album The Very Best of the Eagles - Hongkong - 1981: für das Album The Long Run - 1981: für das Album Eagles Live - Italien - 2014: für das Album The Very Best of the Eagles - 2018: für das Album Hotel California - Japan - 1994: für das Album The Best of Eagles - Mexiko - 1992: für das Album The Best of Eagles - Niederlande - 1996: für das Album Hell Freezes Over - Österreich - 1991: für das Album Hotel California - Russland - 2007: für das Album Long Road Out of Eden - Schweden - 1996: für das Album The Very Best of the Eagles - 1997: für das Album Hell Freezes Over - 2003: für das Videoalbum Hell Freezes Over - Schweiz - 1989: für das Album The Long Run - 1991: für das Album The Best of Eagles - 1996: für das Album The Very Best of the Eagles - 2007: für das Album Long Road Out of Eden - Spanien - 1994: für das Album The Very Best of the Eagles - 1995: für das Album Hell Freezes Over - Vereinigte Staaten - 1977: für die Single New Kid in Town - 1977: für die Single Hotel California - 1980: für die Single Heartache Tonight - Vereinigtes Königreich - 1982: für das Album Eagles Live - 2013: für das Videoalbum History of the Eagles - 2015: für das Album Selected Works: 1972–1999 - 2025: für die Single Lyin’ Eyes - Frankreich - 2001: für das Album The Long Run | - Argentinien - 2001: für das Album The Very Best of the Eagles - Australien - 1995: für das Album Hell Freezes Over - 2016: für das Album Selected Works: 1972–1999 - Dänemark - 2024: für das Album The Complete Greatest Hits - Deutschland - 1986: für das Album Hotel California - Europa - 2007: für das Album Long Road Out of Eden - 2014: für das Album The Complete Greatest Hits - Finnland - 1989: für das Album The Best of Eagles - Frankreich - 2001: für das Videoalbum History of the Eagles - 2003: für das Videoalbum Hell Freezes Over - 2005: für das Videoalbum Farewell 1 Tour-Live from Melbourne - Hongkong - 1978: für das Album Hotel California - 1979: für das Album Their Greatest Hits (1971–1975) - 1989: für das Album The Best of Eagles - Irland - 2007: für das Album Long Road Out of Eden - Japan - 1995: für das Album Hell Freezes Over - 1996: für die Single Hotel California - 1997: für das Album The Very Best of the Eagles - Kanada - 1976: für das Album One of These Nights - 1995: für das Videoalbum Hell Freezes Over - Neuseeland - 1975: für das Album Desperado - 1976: für das Album One of These Nights - 1980: für das Album Their Greatest Hits (1971–1975) - 1991: für das Album The Best of Eagles - 2007: für das Album The Very Best Of - 2020: für das Album Selected Works: 1972–1999 - 2021: für die Single Desperado - 2022: für die Single Lyin’ Eyes - 2022: für die Single Peaceful Easy Feeling - 2023: für die Single Please Come Home for Christmas - 2023: für die Single Take It to the Limit - 2025: für das Album To the Limit: The Essential Collection - Niederlande - 1990: für das Album The Legend of Eagles - 1995: für das Album The Very Best Of - 2005: für das Album The Very Best of The Eagles - 2005: für das Album Hotel California - 2008: für das Album Long Road Out of Eden - Norwegen - 1995: für das Album Hell Freezes Over - Österreich - 2007: für das Album Long Road Out of Eden - Polen - 2008: für das Album Long Road Out of Eden - Schweden - 2007: für das Album Long Road Out of Eden - Vereinigte Staaten - 2001: für das Album Eagles - 2002: für das Album Selected Works: 1972–1999 - 2009: für die Single Hotel California (Digital) - 2013: für das Videoalbum History of the Eagles - Vereinigtes Königreich - 1977: für das Album Their Greatest Hits (1971–1975) - 1979: für das Album The Long Run - 2004: für das Album The Very Best of the Eagles - 2004: für das Album One of These Nights - 2017: für das Album Hell Freezes Over - 2022: für die Single Take It Easy - Deutschland - 2014: für das Videoalbum Farewell 1 Tour-Live from Melbourne - Australien - 2016: für das Videoalbum History of the Eagles - Dänemark - 2004: für das Videoalbum Hell Freezes Over - 2009: für das Album Long Road Out of Eden - 2024: für die Single Hotel California - Europa - 2003: für das Album The Very Best of the Eagles - Italien - 2019: für die Single Hotel California - Kanada - 2005: für das Album The Very Best Of - Neuseeland - 1980: für das Album The Long Run - 2024: für die Single Life in the Fast Lane - Norwegen - 2008: für das Album Long Road Out of Eden - Schweiz - 1990: für das Album Hotel California (WEA) - 1998: für das Album Hotel California (Warner) - Spanien - 2024: für die Single Hotel California - Vereinigte Staaten - 2001: für das Album On the Border - 2001: für das Album Desperado - Vereinigtes Königreich - 2004: für das Album The Very Best Of - 2013: für das Videoalbum Farewell 1 Tour-Live from Melbourne - 2013: für das Album Long Road Out of Eden | - Australien - 1996: für das Album The Long Run - 2001: für das Album Eagles Greatest Hits, Vol. 2 - 2008: für das Album Long Road Out of Eden - Neuseeland - 2008: für das Album Long Road Out of Eden - 2020: für das Album The Complete Greatest Hits - 2024: für die Single One of These Nights - Vereinigtes Königreich - 2021: für das Album The Complete Greatest Hits - 2021: für das Videoalbum Hell Freezes Over - Australien - 2016: für das Album The Very Best Of - 2016: für das Album The Complete Greatest Hits - Neuseeland - 1981: für das Album Eagles Live - 1983: für das Album Eagles Greatest Hits, Vol. 2 - 2015: für das Album Hell Freezes Over - Spanien - 2001: für das Album Hotel California - Vereinigte Staaten - 2001: für das Album One of These Nights - Vereinigtes Königreich - 1993: für das Album The Best of Eagles - 2025: für die Single Hotel California - Neuseeland - 2024: für die Single Take It Easy - Vereinigte Staaten - 2008: für das Album The Very Best Of - Neuseeland - 2007: für das Videoalbum The Farewell Tour Part I - Vereinigtes Königreich - 2008: für das Album Hotel California - Kanada - 1996: für das Album Hell Freezes Over - Neuseeland - 1991: für das Album The Best of Eagles - Vereinigte Staaten - 2001: für das Album The Long Run - 2001: für das Album Eagles Live - 2008: für das Album Long Road Out of Eden - Australien - 2008: für das Album Their Greatest Hits (1971–1975) - Vereinigte Staaten - 2001: für das Videoalbum Hell Freezes Over - Australien - 2016: für das Album Hotel California - Kanada - 2013: für das Videoalbum History of the Eagles - Neuseeland - 1979: für das Album Hotel California - Vereinigte Staaten - 2014: für das Album Hell Freezes Over - Neuseeland - 2005: für das Videoalbum Hell Freezes Over - 2025: für die Single Hotel California - Neuseeland - 1980: für das Album Their Greatest Hits (1971–1975) - Vereinigte Staaten - 2002: für das Album Eagles Greatest Hits, Vol. 2 - Australien - 2010: für das Album The Very Best of the Eagles - Neuseeland - 1996: für das Album The Very Best of the Eagles - Australien - 2011: für das Videoalbum Farewell 1 Tour-Live from Melbourne - Australien - 2005: für das Videoalbum Hell Freezes Over - Vereinigte Staaten - 2018: für das Album Hotel California - Vereinigte Staaten - 2008: für das Videoalbum Farewell 1 Tour-Live from Melbourne - Vereinigte Staaten - 2018: für das Album Their Greatest Hits (1971–1975) - Frankreich - 1980: für das Album Hotel California - Kanada - 1988: für das Album Hotel California - 2005: für das Videoalbum The Farewell Tour Part I - Kanada - 1987: für das Album Their Greatest Hits (1971–1975) |

## Auszeichnungen nach Alben

### Eagles
| Land/Region                  | Auszeichnungen für Musikverkäufe (Land/Region, Auszeichnung, Verkäufe) | Verkäufe  |
| ---------------------------- | ---------------------------------------------------------------------- | --------- |
| Vereinigte Staaten (RIAA)    | Platin                                                                 | 1.000.000 |
| Vereinigtes Königreich (BPI) | Silber                                                                 | 60.000    |
| Insgesamt                    | 1× Silber · 1× Platin ·                                                | 1.060.000 |

### Desperado
| Land/Region                  | Auszeichnungen für Musikverkäufe (Land/Region, Auszeichnung, Verkäufe) | Verkäufe  |
| ---------------------------- | ---------------------------------------------------------------------- | --------- |
| Neuseeland (RMNZ)            | Platin                                                                 | 20.000    |
| Vereinigte Staaten (RIAA)    | 2× Platin                                                              | 2.000.000 |
| Vereinigtes Königreich (BPI) | Silber                                                                 | 60.000    |
| Insgesamt                    | 1× Silber · 3× Platin ·                                                | 2.080.000 |

### On the Border
| Land/Region                  | Auszeichnungen für Musikverkäufe (Land/Region, Auszeichnung, Verkäufe) | Verkäufe  |
| ---------------------------- | ---------------------------------------------------------------------- | --------- |
| Vereinigte Staaten (RIAA)    | 2× Platin                                                              | 2.000.000 |
| Vereinigtes Königreich (BPI) | Silber                                                                 | 60.000    |
| Insgesamt                    | 1× Silber · 2× Platin ·                                                | 2.060.000 |

### One of These Nights
| Land/Region                  | Auszeichnungen für Musikverkäufe (Land/Region, Auszeichnung, Verkäufe) | Verkäufe  |
| ---------------------------- | ---------------------------------------------------------------------- | --------- |
| Kanada (MC)                  | Platin                                                                 | 100.000   |
| Neuseeland (RMNZ)            | Platin                                                                 | 20.000    |
| Vereinigte Staaten (RIAA)    | 4× Platin                                                              | 4.000.000 |
| Vereinigtes Königreich (BPI) | Platin                                                                 | 300.000   |
| Insgesamt                    | 7× Platin ·                                                            | 4.420.000 |

### Their Greatest Hits (1971–1975)
| Land/Region                  | Auszeichnungen für Musikverkäufe (Land/Region, Auszeichnung, Verkäufe) | Verkäufe   |
| ---------------------------- | ---------------------------------------------------------------------- | ---------- |
| Australien (ARIA)            | 8× Platin                                                              | 560.000    |
| Hongkong (IFPI/HKRIA)        | Platin                                                                 | 20.000     |
| Kanada (MC)                  | 2× Diamant                                                             | 2.000.000  |
| Neuseeland (RMNZ)            | 11× Platin                                                             | 220.000    |
| Vereinigte Staaten (RIAA)    | 38× Platin                                                             | 38.000.000 |
| Vereinigtes Königreich (BPI) | Platin                                                                 | 300.000    |
| Insgesamt                    | 29× Platin · 5× Diamant ·                                              | 41.100.000 |

### Hotel California
| Land/Region                  | Auszeichnungen für Musikverkäufe (Land/Region, Auszeichnung, Verkäufe) | Verkäufe   |
| ---------------------------- | ---------------------------------------------------------------------- | ---------- |
| Australien (ARIA)            | 9× Platin                                                              | 630.000    |
| Dänemark (IFPI)              | Gold                                                                   | 10.000     |
| Deutschland (BVMI)           | Platin                                                                 | 500.000    |
| Finnland (IFPI)              | Gold                                                                   | 30.933     |
| Frankreich (SNEP)            | Diamant                                                                | 1.000.000  |
| Hongkong (IFPI/HKRIA)        | Platin                                                                 | 20.000     |
| Italien (FIMI)               | Gold                                                                   | 25.000     |
| Kanada (MC)                  | Diamant                                                                | 1.000.000  |
| Neuseeland (RMNZ)            | 9× Platin                                                              | 180.000    |
| Niederlande (NVPI)           | Platin                                                                 | 80.000     |
| Norwegen (IFPI)              | —                                                                      | 120.000    |
| Österreich (IFPI)            | Gold                                                                   | 25.000     |
| Schweiz (IFPI)               | 2× Platin (WEA) · + 2× Platin (Warner)                                 | 150.000    |
| Spanien (Promusicae)         | 4× Platin                                                              | 400.000    |
| Vereinigte Staaten (RIAA)    | 26× Platin                                                             | 26.000.000 |
| Vereinigtes Königreich (BPI) | 6× Platin                                                              | 1.800.000  |
| Insgesamt                    | 4× Gold · 41× Platin · 4× Diamant ·                                    | 32.020.933 |

### The Long Run
| Land/Region                  | Auszeichnungen für Musikverkäufe (Land/Region, Auszeichnung, Verkäufe) | Verkäufe  |
| ---------------------------- | ---------------------------------------------------------------------- | --------- |
| Australien (ARIA)            | 3× Platin                                                              | 210.000   |
| Frankreich (SNEP)            | 2× Gold                                                                | 200.000   |
| Hongkong (IFPI/HKRIA)        | Gold                                                                   | 10.000    |
| Neuseeland (RMNZ)            | 2× Platin                                                              | 40.000    |
| Schweiz (IFPI)               | Gold                                                                   | 25.000    |
| Vereinigte Staaten (RIAA)    | 7× Platin                                                              | 7.000.000 |
| Vereinigtes Königreich (BPI) | Platin                                                                 | 300.000   |
| Insgesamt                    | 4× Gold · 13× Platin ·                                                 | 7.785.000 |

### Eagles Live
| Land/Region                  | Auszeichnungen für Musikverkäufe (Land/Region, Auszeichnung, Verkäufe) | Verkäufe  |
| ---------------------------- | ---------------------------------------------------------------------- | --------- |
| Frankreich (SNEP)            | Gold                                                                   | 100.000   |
| Hongkong (IFPI/HKRIA)        | Gold                                                                   | 10.000    |
| Neuseeland (RMNZ)            | 4× Platin                                                              | 80.000    |
| Vereinigte Staaten (RIAA)    | 7× Platin                                                              | 7.000.000 |
| Vereinigtes Königreich (BPI) | Gold                                                                   | 100.000   |
| Insgesamt                    | 3× Gold · 11× Platin ·                                                 | 7.290.000 |

### Eagles Greatest Hits, Vol. 2
| Land/Region               | Auszeichnungen für Musikverkäufe (Land/Region, Auszeichnung, Verkäufe) | Verkäufe   |
| ------------------------- | ---------------------------------------------------------------------- | ---------- |
| Australien (ARIA)         | 3× Platin                                                              | 210.000    |
| Neuseeland (RMNZ)         | 4× Platin                                                              | 80.000     |
| Vereinigte Staaten (RIAA) | 11× Platin                                                             | 11.000.000 |
| Insgesamt                 | 8× Platin · 1× Diamant ·                                               | 11.290.000 |

### The Best of Eagles
| Land/Region                  | Auszeichnungen für Musikverkäufe (Land/Region, Auszeichnung, Verkäufe) | Verkäufe  |
| ---------------------------- | ---------------------------------------------------------------------- | --------- |
| Finnland (IFPI)              | Platin                                                                 | 54.526    |
| Hongkong (IFPI/HKRIA)        | Platin                                                                 | 20.000    |
| Japan (RIAJ)                 | Gold                                                                   | 100.000   |
| Mexiko (AMPROFON)            | Gold                                                                   | 100.000   |
| Neuseeland (RMNZ)            | 7× Platin                                                              | 140.000   |
| Schweiz (IFPI)               | Gold                                                                   | 25.000    |
| Vereinigtes Königreich (BPI) | 4× Platin                                                              | 1.200.000 |
| Insgesamt                    | 3× Gold · 13× Platin ·                                                 | 1.639.526 |

### The Legend of Eagles
| Land/Region        | Auszeichnungen für Musikverkäufe (Land/Region, Auszeichnung, Verkäufe) | Verkäufe |
| ------------------ | ---------------------------------------------------------------------- | -------- |
| Niederlande (NVPI) | Platin                                                                 | 100.000  |
| Insgesamt          | 1× Platin ·                                                            | 100.000  |

### The Very Best of the Eagles
| Land/Region                  | Auszeichnungen für Musikverkäufe (Land/Region, Auszeichnung, Verkäufe) | Verkäufe  |
| ---------------------------- | ---------------------------------------------------------------------- | --------- |
| Argentinien (CAPIF)          | Platin                                                                 | 60.000    |
| Australien (ARIA)            | 12× Platin                                                             | 850.000   |
| Deutschland (BVMI)           | Gold                                                                   | (250.000) |
| Europa (IFPI)                | 2× Platin                                                              | 2.000.000 |
| Finnland (IFPI)              | Gold                                                                   | (23.307)  |
| Frankreich (SNEP)            | Gold                                                                   | (100.000) |
| Italien (FIMI)               | Gold                                                                   | (25.000)  |
| Japan (RIAJ)                 | Platin                                                                 | 200.000   |
| Neuseeland (RMNZ)            | 12× Platin                                                             | 180.000   |
| Niederlande (NVPI)           | Platin                                                                 | (80.000)  |
| Schweden (IFPI)              | Gold                                                                   | (50.000)  |
| Schweiz (IFPI)               | Gold                                                                   | (25.000)  |
| Spanien (Promusicae)         | Gold                                                                   | (50.000)  |
| Vereinigtes Königreich (BPI) | Platin                                                                 | (300.000) |
| Insgesamt                    | 7× Gold · 30× Platin ·                                                 | 3.190.307 |

### Hell Freezes Over
| Land/Region                  | Auszeichnungen für Musikverkäufe (Land/Region, Auszeichnung, Verkäufe) | Verkäufe   |
| ---------------------------- | ---------------------------------------------------------------------- | ---------- |
| Australien (ARIA)            | Platin                                                                 | 70.000     |
| Deutschland (BVMI)           | Gold                                                                   | 250.000    |
| Japan (RIAJ)                 | Platin                                                                 | 200.000    |
| Kanada (MC)                  | 7× Platin                                                              | 700.000    |
| Neuseeland (RMNZ)            | 4× Platin                                                              | 60.000     |
| Niederlande (NVPI)           | Gold                                                                   | 50.000     |
| Norwegen (IFPI)              | Platin                                                                 | 50.000     |
| Schweden (IFPI)              | Gold                                                                   | 50.000     |
| Schweiz (IFPI)               | Gold                                                                   | 50.000     |
| Spanien (Promusicae)         | Gold                                                                   | 50.000     |
| Vereinigte Staaten (RIAA)    | 9× Platin                                                              | 9.000.000  |
| Vereinigtes Königreich (BPI) | Platin                                                                 | 300.000    |
| Insgesamt                    | 5× Gold · 24× Platin ·                                                 | 10.770.000 |

### Selected Works: 1972–1999
| Land/Region                  | Auszeichnungen für Musikverkäufe (Land/Region, Auszeichnung, Verkäufe) | Verkäufe  |
| ---------------------------- | ---------------------------------------------------------------------- | --------- |
| Australien (ARIA)            | Platin                                                                 | 70.000    |
| Neuseeland (RMNZ)            | Platin                                                                 | 15.000    |
| Vereinigte Staaten (RIAA)    | Platin                                                                 | 1.000.000 |
| Vereinigtes Königreich (BPI) | Gold                                                                   | 100.000   |
| Insgesamt                    | 1× Gold · 3× Platin ·                                                  | 1.185.000 |

### The Very Best Of
| Land/Region                  | Auszeichnungen für Musikverkäufe (Land/Region, Auszeichnung, Verkäufe) | Verkäufe  |
| ---------------------------- | ---------------------------------------------------------------------- | --------- |
| Australien (ARIA)            | 4× Platin                                                              | 280.000   |
| Kanada (MC)                  | 2× Platin                                                              | 200.000   |
| Neuseeland (RMNZ)            | Platin                                                                 | 15.000    |
| Niederlande (NVPI)           | Platin                                                                 | 100.000   |
| Vereinigte Staaten (RIAA)    | 5× Platin                                                              | 5.000.000 |
| Vereinigtes Königreich (BPI) | 2× Platin                                                              | 600.000   |
| Insgesamt                    | 15× Platin ·                                                           | 6.195.000 |

### Long Road Out of Eden
| Land/Region                  | Auszeichnungen für Musikverkäufe (Land/Region, Auszeichnung, Verkäufe) | Verkäufe    |
| ---------------------------- | ---------------------------------------------------------------------- | ----------- |
| Australien (ARIA)            | 3× Platin                                                              | 210.000     |
| Belgien (BRMA)               | Gold                                                                   | 15.000      |
| Dänemark (IFPI)              | 2× Platin                                                              | 60.000      |
| Deutschland (BVMI)           | Gold                                                                   | 100.000     |
| Europa (IFPI)                | Platin                                                                 | (1.000.000) |
| Finnland (IFPI)              | Gold                                                                   | 15.983      |
| Irland (IRMA)                | Platin                                                                 | 15.000      |
| Neuseeland (RMNZ)            | 3× Platin                                                              | 45.000      |
| Niederlande (NVPI)           | Platin                                                                 | 60.000      |
| Norwegen (IFPI)              | 2× Platin                                                              | 60.000      |
| Österreich (IFPI)            | Platin                                                                 | 20.000      |
| Polen (ZPAV)                 | Platin                                                                 | 20.000      |
| Russland (NFPF)              | Gold                                                                   | 10.000      |
| Schweden (IFPI)              | Platin                                                                 | 40.000      |
| Schweiz (IFPI)               | Gold                                                                   | 15.000      |
| Vereinigte Staaten (RIAA)    | 7× Platin                                                              | 7.000.000   |
| Vereinigtes Königreich (BPI) | 2× Platin                                                              | 600.000     |
| Insgesamt                    | 5× Gold · 25× Platin ·                                                 | 8.255.000   |

### The Complete Greatest Hits
| Land/Region                  | Auszeichnungen für Musikverkäufe (Land/Region, Auszeichnung, Verkäufe) | Verkäufe  |
| ---------------------------- | ---------------------------------------------------------------------- | --------- |
| Australien (ARIA)            | 4× Platin                                                              | 280.000   |
| Dänemark (IFPI)              | Platin                                                                 | 20.000    |
| Europa (IFPI)                | Platin                                                                 | 1.000.000 |
| Neuseeland (RMNZ)            | 3× Platin                                                              | 45.000    |
| Vereinigtes Königreich (BPI) | 3× Platin                                                              | (900.000) |
| Insgesamt                    | 12× Platin ·                                                           | 1.335.000 |

### To the Limit: The Essential Collection
| Land/Region       | Auszeichnungen für Musikverkäufe (Land/Region, Auszeichnung, Verkäufe) | Verkäufe |
| ----------------- | ---------------------------------------------------------------------- | -------- |
| Neuseeland (RMNZ) | Platin                                                                 | 15.000   |
| Insgesamt         | 1× Platin ·                                                            | 15.000   |

## Auszeichnungen nach Singles

### Take It Easy
| Land/Region                  | Auszeichnungen für Musikverkäufe (Land/Region, Auszeichnung, Verkäufe) | Verkäufe |
| ---------------------------- | ---------------------------------------------------------------------- | -------- |
| Neuseeland (RMNZ)            | 5× Platin                                                              | 150.000  |
| Vereinigtes Königreich (BPI) | Platin                                                                 | 600.000  |
| Insgesamt                    | 6× Platin ·                                                            | 750.000  |

### Peaceful Easy Feeling
| Land/Region                  | Auszeichnungen für Musikverkäufe (Land/Region, Auszeichnung, Verkäufe) | Verkäufe |
| ---------------------------- | ---------------------------------------------------------------------- | -------- |
| Neuseeland (RMNZ)            | Platin                                                                 | 30.000   |
| Vereinigtes Königreich (BPI) | Silber                                                                 | 200.000  |
| Insgesamt                    | 1× Silber · 1× Platin ·                                                | 230.000  |

### Tequila Sunrise
| Land/Region                  | Auszeichnungen für Musikverkäufe (Land/Region, Auszeichnung, Verkäufe) | Verkäufe |
| ---------------------------- | ---------------------------------------------------------------------- | -------- |
| Vereinigtes Königreich (BPI) | Silber                                                                 | 200.000  |
| Insgesamt                    | 1× Silber ·                                                            | 200.000  |

### Desperado
| Land/Region                  | Auszeichnungen für Musikverkäufe (Land/Region, Auszeichnung, Verkäufe) | Verkäufe |
| ---------------------------- | ---------------------------------------------------------------------- | -------- |
| Neuseeland (RMNZ)            | Platin                                                                 | 30.000   |
| Vereinigtes Königreich (BPI) | Gold                                                                   | 400.000  |
| Insgesamt                    | 1× Gold · 1× Platin ·                                                  | 430.000  |

### One of These Nights
| Land/Region                  | Auszeichnungen für Musikverkäufe (Land/Region, Auszeichnung, Verkäufe) | Verkäufe |
| ---------------------------- | ---------------------------------------------------------------------- | -------- |
| Neuseeland (RMNZ)            | 3× Platin                                                              | 90.000   |
| Vereinigtes Königreich (BPI) | Silber                                                                 | 200.000  |
| Insgesamt                    | 1× Silber · 3× Platin ·                                                | 290.000  |

### Lyin’ Eyes
| Land/Region                  | Auszeichnungen für Musikverkäufe (Land/Region, Auszeichnung, Verkäufe) | Verkäufe |
| ---------------------------- | ---------------------------------------------------------------------- | -------- |
| Neuseeland (RMNZ)            | Platin                                                                 | 30.000   |
| Vereinigtes Königreich (BPI) | Gold                                                                   | 400.000  |
| Insgesamt                    | 1× Gold · 1× Platin ·                                                  | 430.000  |

### Take It to the Limit
| Land/Region                  | Auszeichnungen für Musikverkäufe (Land/Region, Auszeichnung, Verkäufe) | Verkäufe |
| ---------------------------- | ---------------------------------------------------------------------- | -------- |
| Neuseeland (RMNZ)            | Platin                                                                 | 30.000   |
| Vereinigtes Königreich (BPI) | Silber                                                                 | 200.000  |
| Insgesamt                    | 1× Silber · 1× Platin ·                                                | 230.000  |

### New Kid in Town
| Land/Region                  | Auszeichnungen für Musikverkäufe (Land/Region, Auszeichnung, Verkäufe) | Verkäufe  |
| ---------------------------- | ---------------------------------------------------------------------- | --------- |
| Vereinigte Staaten (RIAA)    | Gold                                                                   | 1.000.000 |
| Vereinigtes Königreich (BPI) | Silber                                                                 | 200.000   |
| Insgesamt                    | 1× Silber · 1× Gold ·                                                  | 1.200.000 |

### Hotel California
| Land/Region                  | Auszeichnungen für Musikverkäufe (Land/Region, Auszeichnung, Verkäufe) | Verkäufe  |
| ---------------------------- | ---------------------------------------------------------------------- | --------- |
| Dänemark (IFPI)              | 2× Platin                                                              | 180.000   |
| Frankreich (SNEP)            | Silber                                                                 | 200.000   |
| Italien (FIMI)               | 2× Platin                                                              | 100.000   |
| Japan (RIAJ)                 | Platin                                                                 | 100.000   |
| Neuseeland (RMNZ)            | 10× Platin                                                             | 300.000   |
| Spanien (Promusicae)         | 2× Platin                                                              | 120.000   |
| Vereinigte Staaten (RIAA)    | Gold (Physisch) · + Platin (Digital)                                   | 4.000.000 |
| Vereinigtes Königreich (BPI) | 4× Platin                                                              | 2.400.000 |
| Insgesamt                    | 1× Silber · 1× Gold · 22× Platin ·                                     | 7.400.000 |

### Life in the Fast Lane
| Land/Region                  | Auszeichnungen für Musikverkäufe (Land/Region, Auszeichnung, Verkäufe) | Verkäufe |
| ---------------------------- | ---------------------------------------------------------------------- | -------- |
| Neuseeland (RMNZ)            | 2× Platin                                                              | 60.000   |
| Vereinigtes Königreich (BPI) | Silber                                                                 | 200.000  |
| Insgesamt                    | 1× Silber · 2× Platin ·                                                | 260.000  |

### Please Come Home for Christmas
| Land/Region                  | Auszeichnungen für Musikverkäufe (Land/Region, Auszeichnung, Verkäufe) | Verkäufe |
| ---------------------------- | ---------------------------------------------------------------------- | -------- |
| Neuseeland (RMNZ)            | Platin                                                                 | 30.000   |
| Vereinigtes Königreich (BPI) | Silber                                                                 | 200.000  |
| Insgesamt                    | 1× Silber · 1× Platin ·                                                | 230.000  |

### Heartache Tonight
| Land/Region               | Auszeichnungen für Musikverkäufe (Land/Region, Auszeichnung, Verkäufe) | Verkäufe  |
| ------------------------- | ---------------------------------------------------------------------- | --------- |
| Vereinigte Staaten (RIAA) | Gold                                                                   | 1.000.000 |
| Insgesamt                 | 1× Gold ·                                                              | 1.000.000 |

## Auszeichnungen nach Videoalben

### Hell Freezes Over
| Land/Region                  | Auszeichnungen für Musikverkäufe (Land/Region, Auszeichnung, Verkäufe) | Verkäufe  |
| ---------------------------- | ---------------------------------------------------------------------- | --------- |
| Australien (ARIA)            | 20× Platin                                                             | 300.000   |
| Dänemark (IFPI)              | 2× Platin                                                              | 40.000    |
| Frankreich (SNEP)            | Platin                                                                 | 20.000    |
| Kanada (MC)                  | Platin                                                                 | 10.000    |
| Neuseeland (RMNZ)            | 10× Platin                                                             | 50.000    |
| Portugal (AFP)               | Silber                                                                 | 2.000     |
| Schweden (IFPI)              | Gold                                                                   | 10.000    |
| Vereinigte Staaten (RIAA)    | 8× Platin                                                              | 800.000   |
| Vereinigtes Königreich (BPI) | 3× Platin                                                              | 150.000   |
| Insgesamt                    | 1× Silber · 1× Gold · 45× Platin ·                                     | 1.382.000 |

### Farewell 1 Tour-Live from Melbourne
| Land/Region                  | Auszeichnungen für Musikverkäufe (Land/Region, Auszeichnung, Verkäufe) | Verkäufe  |
| ---------------------------- | ---------------------------------------------------------------------- | --------- |
| Australien (ARIA)            | 13× Platin                                                             | 195.000   |
| Deutschland (BVMI)           | 3× Gold                                                                | 75.000    |
| Frankreich (SNEP)            | Platin                                                                 | 20.000    |
| Kanada (MC)                  | Diamant                                                                | 100.000   |
| Neuseeland (RMNZ)            | 6× Platin                                                              | 30.000    |
| Vereinigte Staaten (RIAA)    | 30× Platin                                                             | 3.000.000 |
| Vereinigtes Königreich (BPI) | 2× Platin                                                              | 100.000   |
| Insgesamt                    | 1× Gold · 53× Platin · 1× Diamant ·                                    | 3.520.000 |

### History of the Eagles
| Land/Region                  | Auszeichnungen für Musikverkäufe (Land/Region, Auszeichnung, Verkäufe) | Verkäufe |
| ---------------------------- | ---------------------------------------------------------------------- | -------- |
| Australien (ARIA)            | 2× Platin                                                              | 30.000   |
| Kanada (MC)                  | 9× Platin                                                              | 90.000   |
| Vereinigte Staaten (RIAA)    | Platin                                                                 | 100.000  |
| Vereinigtes Königreich (BPI) | Gold                                                                   | 25.000   |
| Insgesamt                    | 1× Gold · 12× Platin ·                                                 | 245.000  |

## Statistik und Quellen
| Land/RegionAuszeichnungen für Musikverkäufe (Land/Region, Auszeichnungen, Verkäufe, Quellen) | Silber       | Gold       | Platin         | Diamant       | Verkäufe    | Quellen                                                     |
| -------------------------------------------------------------------------------------------- | ------------ | ---------- | -------------- | ------------- | ----------- | ----------------------------------------------------------- |
| Argentinien (CAPIF)                                                                          | —            | —          | Platin1        | —             | 60.000      | capif.org.ar (Memento vom 31. Mai 2011 im Internet Archive) |
| Australien (ARIA)                                                                            | —            | —          | 83× Platin83   | —             | 5.820.000   | aria.com.au                                                 |
| Belgien (BRMA)                                                                               | —            | Gold1      | —              | —             | 15.000      | ultratop.be                                                 |
| Dänemark (IFPI)                                                                              | —            | Gold1      | 7× Platin7     | —             | 310.000     | ifpi.dk                                                     |
| Deutschland (BVMI)                                                                           | —            | 4× Gold4   | 2× Platin2     | —             | 1.175.000   | musikindustrie.de                                           |
| Europa (IFPI)                                                                                | —            | —          | 4× Platin4     | —             | (4.000.000) | ifpi.org (Memento vom 1. Januar 2014 im Internet Archive)   |
| Finnland (IFPI)                                                                              | —            | 3× Gold3   | Platin1        | —             | 124.749     | ifpi.fi                                                     |
| Frankreich (SNEP)                                                                            | Silber1      | 4× Gold4   | 3× Platin3     | Diamant1      | 1.640.000   | infodisc.fr snepmusique.com                                 |
| Hongkong (IFPI/HKRIA)                                                                        | —            | 2× Gold2   | 3× Platin3     | —             | 80.000      | ifpihk.org                                                  |
| Irland (IRMA)                                                                                | —            | —          | Platin1        | —             | 15.000      | irishcharts.ie                                              |
| Italien (FIMI)                                                                               | —            | 2× Gold2   | 2× Platin2     | —             | 150.000     | fimi.it                                                     |
| Japan (RIAJ)                                                                                 | —            | Gold1      | 3× Platin3     | —             | 600.000     | riaj.or.jp                                                  |
| Kanada (MC)                                                                                  | —            | —          | 20× Platin20   | 4× Diamant4   | 4.200.000   | musiccanada.com                                             |
| Mexiko (AMPROFON)                                                                            | —            | Gold1      | —              | —             | 100.000     | Einzelnachweise                                             |
| Neuseeland (RMNZ)                                                                            | —            | —          | 106× Platin106 | —             | 2.150.000   | aotearoamusiccharts.co.nz NZ2 NZ3                           |
| Niederlande (NVPI)                                                                           | —            | Gold1      | 5× Platin5     | —             | 470.000     | nvpi.nl                                                     |
| Norwegen (IFPI)                                                                              | —            | —          | 3× Platin3     | —             | 230.000     | ifpi.no (Memento vom 5. November 2012 im Internet Archive)  |
| Österreich (IFPI)                                                                            | —            | Gold1      | Platin1        | —             | 45.000      | ifpi.at                                                     |
| Polen (ZPAV)                                                                                 | —            | —          | Platin1        | —             | 20.000      | olis.pl                                                     |
| Portugal (AFP)                                                                               | Silber1      | —          | —              | —             | 2.000       | Einzelnachweise                                             |
| Russland (NFPF)                                                                              | —            | Gold1      | —              | —             | 10.000      | 2m-online.ru                                                |
| Schweden (IFPI)                                                                              | —            | 3× Gold3   | Platin1        | —             | 150.000     | sverigetopplistan.se                                        |
| Schweiz (IFPI)                                                                               | —            | 4× Gold4   | 4× Platin4     | —             | 340.000     | hitparade.ch                                                |
| Spanien (Promusicae)                                                                         | —            | 2× Gold2   | 6× Platin6     | —             | 620.000     | elportaldemusica.es ES2                                     |
| Vereinigte Staaten (RIAA)                                                                    | —            | 3× Gold3   | 100× Platin100 | 6× Diamant6   | 129.900.000 | riaa.com                                                    |
| Vereinigtes Königreich (BPI)                                                                 | 10× Silber10 | 5× Gold5   | 32× Platin32   | —             | 12.230.000  | bpi.co.uk                                                   |
| Insgesamt                                                                                    | 12× Silber12 | 39× Gold39 | 389× Platin389 | 11× Diamant11 |             |                                                             |